# 王颂余
王颂余（1910年7月—2005年），原名文绪，又名为，斋名易简楼，男，汉族，天津人，中国画家，曾任中国美术家协会理事。